# Сильная жара
«Сильная жара» (англ. The Big Heat, варианты перевода — «Страшная жара» и «Большая жара») — снятый в США фильм-нуар режиссёра Фрица Ланга, вершина его позднего творчества. Принадлежит к поджанру city confidential (рассказ о мафиозной подоплёке жизни в небольших городах), который вошёл в моду после сенатских слушаний (англ.) о политическом влиянии американской мафии, инициированных сенатором Кефаувером в 1950 году. Премьера ленты состоялась 14 октября 1953 года.

## Сюжет
Детектив Дэйв Бэннион расследует смерть своего коллеги, сержанта Тома Данкана. На первый взгляд всё ясно: самоубийство, вызванное болезнью. От любовницы покойного, Люси Чапмен, Бэннион узнаёт, что незадолго до смерти Данкан приобрёл роскошный загородный дом. Вдова покойного отказывается отвечать на вопрос о средствах, на которые была приобретена недвижимость. После визита к вдове Бэнниона отстраняют от ведения дела. Вскоре находят труп Чапмен со следами пыток.
Несмотря на поступающие ему телефонные звонки с угрозами, Бэннион начинает самостоятельное расследование. Он предъявляет обвинения Майку Лагане, главарю местной банды: ни для кого не секрет, что Лагана фактически правит городом и держит полицию в подчинении. Вскоре в машину Бэнниона подкладывают взрывчатку, и при взрыве гибнет его жена Кэти. Понимая, что помощи ждать неоткуда, Бэннион уходит в отставку и начинает одинокую борьбу против Лаганы и купленного им политика Винса Стоуна.

## В ролях
- Гленн Форд — Дэйв Бэннион
- Глория Грэм — Дебби Марш
- Ли Марвин — Винс Стоун
- Джанетт Нолан — Берта Дункан
- Александр Скурби — Майк Лагана
- Джослин Брандо (сестра Марлона) — Кэти Бэннион
- Адам Уильямс — Ларри Гордон
- Уиллис Бучи — лейтенант Тед Уилкс

## Жанр
«Сильная жара» — один из поздних нуаров, где «чёрный» жанр мутирует в нечто новое — полицейский детектив на тему «хороший коп в гнилом городишке». Фильм значим как предвестник целого выводка фильмов 1970-х о вендеттах одиноких полицейских, одержимых борьбой с мафией и коррупцией (напр., «Грязного Гарри»). По замечанию М. Трофименкова, это «один из самых мрачных, нигилистических и двусмысленных образцов нуара», который автор прото-нуара «М», знаменитый Фриц Ланг, «наполнил глубоким пессимизмом, отравил собственным одиночеством и, даже просто рассказывая историю сведения счетов, говорил о ничтожестве всего рода людского».

## Режиссура
По мнению экспертов, «Сильная жара» содержит две самые шокирующие сцены за всю историю нуара. В одной из них гибнет жена полицейского, во второй — лишается своего лица симпатизирующая ему красотка. Последняя линия, связанная с гротескным образом садиста Винса, напоминает о том, что Ланг — один из крупнейших мастеров киноэкспрессионизма. Два лица Дебби, прекрасное и уродливое, — наглядное воплощение двойственности её личности, ведь она развлекается в кругу гангстеров, за маской беззаботности тая презрение к ним. Почерк крупного мастера различим и в других сценах. Например, в начале фильма главный герой ненароком обрушивает построенный дочерью макет полицейского участка, что предвещает дальнейший ход событий.

## Главный герой

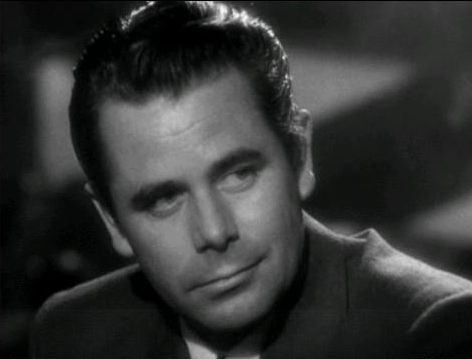
Детектив Бэннион — современный рыцарь «в массивном пальто вместо доспехов и в фетровой шляпе вместо шлема» (Д. Кер).

Принципиальное отличие «Сильной жары» от многих других нуаров в том, что пессимистический взгляд на мир распространяется и на фигуру детектива, ведущего расследование. В традиционном нуаре это бастион добра в мире негатива и неопределённости, своего рода рыцарь без страха и упрёка. Зрителю «Сильной жары» предлагается самому сделать выводы о цене моральной несгибаемости главного героя, ведь все четыре женщины, которые попадаются на его пути, гибнут, а сам он не испытывает по этому поводу особых мук совести. На пути к торжеству справедливости и возмездию человеческие жизни — лишь «расходный материал для этого волка-одиночки».
Р. Эберт включил «Большую жару» в свой список величайших фильмов, раскопав под фабульной поверхностью «гораздо более мрачный рассказ» о детективе, который не задумывается о цене своей борьбы со злом. Герою Форда представляется, что он в состоянии провести чёткую линию между делами службы и семейной идиллией. Хотя этот расчёт оказывается иллюзорным, Бэннион и не думает признавать своей ответственности за семейную трагедию. Раз за разом он неосознанно становится виновником гибели тех, кто доверял ему, порождая у зрителя вереницу неприятных вопросов: кто всё-таки представляет большее зло — подонки-коррупционеры или слепо прущие напролом борцы с ними? И в любых ли обстоятельствах может быть оправдана борьба с преступностью?

## Награды
- 1954 — Премия Эдгара Аллана По за лучший фильм
- 2011 — включён в Национальный реестр фильмов